# Olympische Sommerspiele 1972/Schwimmen – 4 × 200 m Freistil (Männer)
Die 4-mal-200-Meter-Freistilstaffel der Männer bei den Olympischen Spielen 1972 in München wurde am 31. August ausgetragen.

## Ergebnisse

### Vorläufe

#### Vorlauf 1
| Rang | Nation         | Athleten                                                                 | Zeit (min) | Anm.  |
| ---- | -------------- | ------------------------------------------------------------------------ | ---------- | ----- |
| 1    | Australien     | Graham Windeatt Bruce Featherston Graham White Michael Wenden            | 7:49,03    | OR, Q |
| 2    | Kanada         | Ralph Hutton Deane Buckboro Ian MacKenzie Brian Phillips                 | 7:57,69    | Q     |
| 3    | Großbritannien | Brian Brinkley John Mills Michael Bailey Colin Cunningham                | 7:58,33    | Q     |
| 4    | Niederlande    | Peter Prijdekker Bert Bergsma Roger van Hamburg Hans Elzerman            | 8:00,87    |       |
| 5    | Mexiko         | Guillermo García Roberto Strauss José Luis Prado Jorge Urreta            | 8:08,39    |       |
| 6    | Brasilien      | Alfredo Carlos Machado Ruy de Oliveira Paulo Zanetti José Roberto Aranha | 8:17,91    |       |
| 7    | Philippinen    | Dae Imlani Edwin Borja Carlos Singson Jairulla Jaitulla                  | 8:44,01    |       |

#### Vorlauf 2
| Rang | Nation             | Athleten                                                           | Zeit (min) | Anm.  |
| ---- | ------------------ | ------------------------------------------------------------------ | ---------- | ----- |
| 1    | Vereinigte Staaten | Mark Spitz Gary Conelly Tom McBreen Mike Burton                    | 7:46,42    | OR, Q |
| 2    | DDR                | Wilfried Hartung Udo Poser Roger Pyttel Lutz Unger                 | 7:51,11    | Q     |
| 3    | Sowjetunion        | Georgijs Kuļikovs Wladimir Bure Wiktor Aboimow Alexander Samsonow  | 7:51,44    | Q     |
| 4    | BR Deutschland     | Hans Faßnacht Gerhard Schiller Folkert Meeuw Hans-Günther Vosseler | 7:53,98    | Q     |
| 5    | Schweden           | Bengt Gingsjö Hans Ljungberg Anders Bellbring Gunnar Larsson       | 7:57,54    | Q     |
| 6    | Frankreich         | Pierre Caland Pierre-Yves Copin Jean-Jacques Moine Michel Rousseau | 8:00,79    |       |
| 7    | Italien            | Roberto Pangaro Arnaldo Cinquetti Lorenzo Marugo Riccardo Targetti | 8:03,98    |       |

### Finale
| Rang | Nation             | Athleten                                                         | Zeit (min) | Anm. |
| ---- | ------------------ | ---------------------------------------------------------------- | ---------- | ---- |
| 1    | Vereinigte Staaten | John Kinsella Frederick Tyler Steven Genter Mark Spitz           | 7:35,78    | WR   |
| 2    | BR Deutschland     | Klaus Steinbach Werner Lampe Hans-Günther Vosseler Hans Faßnacht | 7:41,69    |      |
| 3    | Sowjetunion        | Igor Griwennikow Wiktor Masanow Georgijs Kuļikovs Wladimir Bure  | 7:45,76    |      |
| 4    | Schweden           | Bengt Gingsjö Hans Ljungberg Anders Bellbring Gunnar Larsson     | 7:47,37    |      |
| 5    | Australien         | Michael Wenden Graham Windeatt Robert Nay Brad Cooper            | 7:48,66    |      |
| 6    | DDR                | Wilfried Hartung Peter Bruch Udo Poser Lutz Unger                | 7:49,11    |      |
| 7    | Kanada             | Bruce Robertson Brian Phillips Ian MacKenzie Ralph Hutton        | 7:53,61    |      |
| 8    | Großbritannien     | Brian Brinkley John Mills Michael Bailey Colin Cunningham        | 7:55,59    |      |